# William C. Plunkett
William Caudwell Plunkett (* 23. Oktober 1799 in Lenox, Berkshire County, Massachusetts; † 19. Januar 1884 in Adams, Massachusetts) war ein US-amerikanischer Politiker. In den Jahren 1854 und 1855 war er Vizegouverneur des Bundesstaates Massachusetts.

## Werdegang
William Plunkett war der Sohn von Patrick und Mary (Robinson) Plunkett. Er wuchs in Lenox auf und lebte dann über 50 Jahre lang in der Stadt Adams. Im Jahr 1830 erwarb er die dortige Firma Adams South Village Cotton & Woolen Manufacturing Co., die er unter dem Namen W. C. Plunkett & Sons weiterführte. In Adams wurde er einer der führenden Industrieunternehmer, der auch verschiedene lokale Ämter bekleidete. Politisch schloss er sich der Whig Party an. 1840 wurde er in den Senat von Massachusetts gewählt: im Jahr 1852 war er Mitglied im Stab des Gouverneurs. 1853 nahm er als Delegierter an einem Verfassungskonvent seines Staates teil.
Im Jahr 1854 wurde Plunkett an der Seite von Emory Washburn zum Vizegouverneur von Massachusetts gewählt. Dieses Amt bekleidete er zwischen 1854 und 1855. Dabei war er Stellvertreter des Gouverneurs. Er starb am 19. Januar 1884 in Adams.